# Vita Lukan
Vita Lukan (* 11. října 2000 Jesenice, Slovinsko) je slovinská reprezentantka ve sportovním lezení, juniorská vicemistryně světa v boulderingu, juniorská mistryně Evropy a vítězka Evropského poháru juniorů v lezení na obtížnost.

## Výkony a ocenění
- 2016: juniorská vicemistryně světa
- 2017: juniorská mistryně Evropy a vítězka EPJ
- 2018: stříbro na letních olympijských hrách mládeže, juniorská mistryně světa
- 2019: sedmá na MS v obtížnosti, postoupila do dalšího závodu v kombinaci kde skončila šestnáctá

### Závodní výsledky
| Mistrovství světa | Mistrovství světa | Mistrovství světa |
| Rok               | 2018              | 2019              |
| ----------------- | ----------------- | ----------------- |
| Obtížnost         | 27-28             | 7                 |
| Rychlost          | 74                | 65                |
| Bouldering        | 51-52             | 21-22             |
| Kombinace         | 39                | 16                |

| Světový pohár | Světový pohár   | Světový pohár       | Světový pohár      | Světový pohár   |
| Rok           | 2016            | 2017                | 2018               | 2019            |
| ------------- | --------------- | ------------------- | ------------------ | --------------- |
| Obtížnost     | 42              | 18                  | 16                 | 10              |
| jednotlivě*   | 19,-,-, -,-,-,- | 7,-,-,-,-, 16,14,15 | -,-,20,-,6,11,9-11 | ,,7, 12,13-16   |
|               |                 |                     |                    |                 |
| Rychlost      | —               | —                   | —                  | 0               |
| jednotlivě*   | —               | —                   | —                  | ,,74,67,73,     |
|               |                 |                     |                    |                 |
| Bouldering    | —               | 44-46               | 0                  | 25              |
| jednotlivě*   | —               | -,-,-,-,-,-,19      | ,45                | -,7,-15,-,33-34 |
|               |                 |                     |                    |                 |
| Kombinace     | —               | 42                  | —                  |                 |

* poznámka: nalevo jsou poslední závody v roce
| Mistrovství Evropy | Mistrovství Evropy |
| Rok                | 2017               |
| ------------------ | ------------------ |
| Obtížnost          | 13                 |

| Letní olympijské hry mládeže | Letní olympijské hry mládeže |
| Rok                          | 2018                         |
| ---------------------------- | ---------------------------- |
| Kombinace                    | 2                            |

| Mistrovství světa juniorů | Mistrovství světa juniorů | Mistrovství světa juniorů | Mistrovství světa juniorů | Mistrovství světa juniorů |
| Rok                       | 2015 kat. B               | 2016 kat. A               | 2017 kat. A               | 2018 juniorky             |
| ------------------------- | ------------------------- | ------------------------- | ------------------------- | ------------------------- |
| Obtížnost                 | 9                         | 3                         | 16                        | 1                         |
| Rychlost                  | 33                        | 30                        | 64                        | 30                        |
| Bouldering                | 3                         | 2                         | 8                         | 3                         |
| Kombinace                 | —                         | —                         | 16*                       | —                         |

* v roce 2017 se lezlo navíc ještě finále v kombinaci disciplín
| Mistrovství Evropy juniorů | Mistrovství Evropy juniorů | Mistrovství Evropy juniorů | Mistrovství Evropy juniorů | Mistrovství Evropy juniorů | Mistrovství Evropy juniorů |
| Rok                        | 2014 kat. B                | 2015 kat. B                | 2016 kat. A                | 2017 kat. A                | 2018 juniorky              |
| -------------------------- | -------------------------- | -------------------------- | -------------------------- | -------------------------- | -------------------------- |
| Obtížnost                  | —                          | 16                         | 13                         | 1                          | 3                          |
| Rychlost                   | —                          | —                          | 22                         | 24                         | 19                         |
| Bouldering                 | 4                          | 5                          | 5                          | 7                          | 3                          |

| Evropský pohár juniorů | Evropský pohár juniorů | Evropský pohár juniorů | Evropský pohár juniorů | Evropský pohár juniorů | Evropský pohár juniorů |
| Rok                    | 2014 kat. B            | 2015 kat. B            | 2016 kat. A            | 2017 kat. A            | 2018 juniorky          |
| ---------------------- | ---------------------- | ---------------------- | ---------------------- | ---------------------- | ---------------------- |
| Obtížnost              | 15-16                  | 8                      | 7                      | 1                      | 9-11                   |
| jednotlivě*            | -,10                   | 5,16,9-11,6            | 13,7                   | ,,7                    | -,-,,-                 |
|                        |                        |                        |                        |                        |                        |
| Rychlost               | —                      | —                      | 24                     | 34                     | —                      |
| jednotlivě*            | —                      | —                      | -,22,-                 | 24,-,-,-               | —                      |
|                        |                        |                        |                        |                        |                        |
| Bouldering             | 14                     | 4                      | 9                      | 9                      | 17                     |
| jednotlivě*            | 4,16,-                 | 3                      | 3,5                    | 7,9,-,-,4              | -,-,-,                 |

* poznámka: nalevo jsou poslední závody v roce